# Каринола
Каринола, Карінола (італ. Carinola) — муніципалітет в Італії, у регіоні Кампанія,  провінція Казерта.
Каринола розташована на відстані близько 150 км на південний схід від Рима, 45 км на північний захід від Неаполя, 33 км на північний захід від Казерти.
Населення — 7399 осіб (2014).

## Демографія
Населення за роками:

Станом на 1 січня 2023 року в муніципалітеті офіційно проживали 454 іноземці з 35 країн, серед них 93 громадяни країн Євросоюзу та 31 громадянин України.

## Сусідні муніципалітети
- Фальчіано-дель-Массіко
- Франколізе
- Сесса-Аурунка
- Теано